# 道中方秘書
『道中方秘書』（どうちゅうかたひしょ）は、江戸時代の交通に関する法令・先例などをまとめた書。

## 概要
著者・年代などは不明であるが、編纂された記事内容から文政年間に江戸幕府の道中奉行関係者が作成したと推定されている。当時は、伝馬や参勤交代などで不正の振る舞いがみられるなど、交通に混乱が生じており、こうした状況の是正するための措置の一環として法令・先例をまとめて、改革の手本にしようとしたと考えられている。戦後、児玉幸多らによって編纂された『近世交通史料集』（10）に採録されている。